# Orson Scott Card
Orson Scott Card nascut el 24 d'agost de 1951 és un escriptor estatunidenc de ciència-ficció i altres gèneres literaris. La seva obra més coneguda és La sèrie d'Ender.
Nascut al municipi de Richland a l'estat de Washington, Card va créixer a Califòrnia, Arizona i Utah. Va viure al Brasil durant dos anys fent de missioner de l'església mormona. Es va llicenciar a la Brigham Young University el 1975 i a la Universitat de Utah el 1981. Actualment viu a Greensboro, Carolina del Nord. Ell i la seva esposa, Kristina, són pares de cinc nens: Geoffrey, Emily, Charles, Zina Margaret i Erin Louisa, anomenats així per Chaucer, Brontë y Dickinson, Dickens, Mitchell, i Alcott, respectivament.
Escriptor prolífic, Orson Scott Card, és autor de moltes novel·les individuals com Lost Boys o El cofre del tresor i de diverses sagues. Ha guanyat nombrosos Premi Hugo i Nebula, com el Nèbula de 1985 i l'Hugo de 1986 a la millor novel·la per El joc de l'Ender i el Nebula de 1986 i l'Hugo de 1987 per Speaker for the Dead. A més, va escriure les frases que es van fer servir a la batalla d'insults de Monkey Island. Va ser el convidat a l'acte de lliurament dels Premis UPC de Ciència-Ficció l'any 2003.

### Treballs anteriors a la sèrie d'Ender
- Capitol (1978)
- Hot Sleep (1978)
- A Planet Called Treason (1978)
- Songmaster (1979)
- Unaccompanied Sonata and Other Stories (1980)
- Hart's Hope (1983)
- The Worthing Chronicle (edició revisada de Hot Sleep i Capitol) (1983)
- Saints (versió original publicada com a Woman of Destiny) (1983)

### Sèrie Ender's Game
- El joc de l'Ender (Ender's Game) (1985)
- Speaker for the Dead (1986)
- Xenocide (1991)
- Children of the Mind (1996)
- First Meetings (col·lecció d'històries curtes) (2002)
- Mazer In Prison (2005)
- Pretty Boy (2006)
- Ender in Exile (2008)

### Sèrie The Shadow
- Ender's Shadow (novel·la paral·lela a El joc de l'Ender) (1999)
- Shadow of the Hegemon (2001)
- Shadow Puppets (2002)
- Shadow of the Giant (2005)

### The Tales of Alvin Maker
- Seventh Son (1987)
- Red Prophet (1988)
- Prentice Alvin (1989)
- Alvin Journeyman (1995)
- Heartfire (1998)
- The Grinning Man (història curta, publicada a Legends) (1998)
- The Yazoo Queen (història curta, publicada a Legends II) (2003)
- The Crystal City (2003)
- Master Alvin (properament)

### TheHomecoming Saga
- The Memory of Earth (1992)
- The Call of Earth (1992)
- The Ships of Earth (1994)
- Earthfall (1995)
- Earthborn (1995)

### Sèrie The "Women of Genesis"
- Sarah (2000)
- Rebekah (2001)
- Rachel and Leah (2004)
- The Wives of Israel (forthcoming)

### Treballs posteriors aEnder's Game
- Cardography (col·lecció d'històries curtes) (1987)
- Wyrms (1987)
- Treason (edició revisada de A Planet Called Treason) (1988)
- The Good Samaritan (1989)
- The Folk Of The Fringe (1989)
- The Abyss (1989) (amb James Cameron)
- Maps in a Mirror: The Short Fiction of Orson Scott Card (1990)

- The Changed Man (col·lecció d'històries curtes) (1992)
- Flux (col·lecció d'històries curtes) (1992)
- Cruel Miracles (col·lecció d'històries curtes) (1992)
- Monkey Sonatas (col·lecció d'històries curtes) (1993)

- Eye For Eye / Tunesmith (Novel·la doble) (1990) (Eye For Eye és de Card, Tunesmith és de Lloyd Biggle, Jr.)
- The Worthing Saga (1990) (revisió de The Worthing Chronicle)
- Lost Boys (1992)
- Lovelock (1994) (amb Kathryn H. Kidd)
- Pastwatch: The Redemption of Christopher Columbus (1996)
- Treasure Box (1996)
- Stone Tables (1997)
- Homebody (1998)
- Enchantment (1999)
- Magic Mirror (1999) (llibre per nens, dibuixos de Nathan Pinnock)
- Robota (2003) (dibuixos de Doug Chiang)
- Magic Street (2005)
- Pastwatch: The Flood (serà publicat d'aquí poc)
- Rasputin (serà llençat d'aquí poc) (amb Kathryn H. Kidd)
- Ultimate Iron Man[4] (novel·la gràfica) (2005)

### Obres de teatre
- Posing as People (2004) (tres actes basats en una història curta de Card, primera producció dirigida per ell mateix)

- Clap Hands and Sing (adaptat per Scott Brick)
- Lifeloop (adaptat perAaron Johnston)
- Sepulchre of Songs (adaptat per Emily Janice Card)

- The Hill Cumorah Pageant

### Llibres que no són de ficció
- Listen, Mom and Dad (1978)
- Ainge (1982)
- Saintspeak (1982)
- A Storyteller in Zion (1993)

### Llibres que està escrivint
- Characters and Viewpoint (1988)
- How to Write Science Fiction and Fantasy (1990)

### Columnes
- Civilization Watch (també coneguda com a War Watch o World Watch) pel Rhinoceros Times)
- Uncle Orson Reviews Everything pel Rhinoceros Times
- Hymns of the Heart per Meridian Magazine

### Altres projectes
- El joc de l'Ender
- Dogwalker (pel·lícula) (s'està realitzant)
- Advent Rising (June, 2005) un joc de disparar desenvolupat per Windows i Xbox de GlyphX Inc.
- Advent Shadow Joc d'ordinador originalment plantejat per l'abril del 2006 desenvolupat per la PSP per Majesco (tot i així cancel·lat el gener del 2006.
- Alvin's World (en procés) un MMORPG, desenvolupat per a Windows de eGenesis.
- The Secret of Monkey Island: va escriure els insults per la lluita d'insults d'aquest joc.
- The Dig (va escriure els diàlegs)
- Orson Scott Card's Intergalactic Medicine Show (revista que es distribueix per Internet)
- Stories of Strength (ISBN 1411655036) (2005)